# Friedrich Lesche

Friedrich Lesche

Friedrich Lesche (* 30. Juni 1863 in Göttingen; † 19. Juli 1933 in Hamburg) war deutscher Politiker der SPD. Im Deutschen Kaiserreich und in der Weimarer Republik war er Reichstagsabgeordneter und Mitglied des ersten Vorstands der genossenschaftlich-gewerkschaftlichen Versicherung Volksfürsorge.

## Leben und Wirken
Lesche besuchte von 1870 bis 1877 die Bürgerschule in Hannover. Von 1877 bis 1880 absolvierte er eine Tischlerlehre. Bis 1894 arbeitete er als Tischlergeselle. Von 1894 bis 1900 arbeitet er als Angestellter bei der Allgemeinen Krankenkasse in Altona. Im Jahr 1883 trat er in die SPD ein und wurde Gewerkschaftsmitglied. Er war Mitglied des Reichstages für den Wahlkreis Provinz Schleswig-Holstein 10 in der 13. Legislaturperiode von 1903 bis 1907, von 1919 bis 1920 und von 1920 bis 1925. Mitglied der Hamburger Bürgerschaft war Lesche von 1910 bis 1921.
Von 1899 bis 1905 und von 1916 bis 1933 war er Aufsichtsratsmitglied der Hamburger Konsum-, Bau- und Sparverein „Produktion“ eGmbH.
Lesche war ein Gründer der gewerkschaftlich-genossenschaftlichen Versicherungs-Aktiengesellschaft Volksfürsorge, Hamburg, deren erster Vorstand er mit Adolph von Elm wurde. Die Volksfürsorge nahm am 1. Juli 1913 ihren Geschäftsbetrieb auf. Lesche war dort Vorstand bis zu seiner Pensionierung im September 1932. Er sah in der Volksfürsorge AG, trotz der von ihr gewählten Form der AG, ein genossenschaftliches Unternehmen. Die Großeinkaufs-Gesellschaft Deutscher Consumvereine und die Volksfürsorge nannte er in einem Atemzug ihrem Charakter nach sozialistisch.
Lesche war evangelischer Konfession und ist aus der Kirche ausgetreten.

## Schriften
- Friedrich Lesche: Der Kurs der Politik in den Hansestädten. In: Sozialistische Monatshefte. Heft 15–17, 1911 (Digitalisat)